# Klingenburg (Schiltach)
Die Klingenburg, auch Schlössle oder Mühlburg genannt, ist die Ruine einer Höhenburg bei 540 m ü. NN auf dem Burbachfelsen bei dem Schiltacher Stadtteil Hinter-Lehengericht im Landkreis Rottweil in Baden-Württemberg.
Die Burg war vermutlich Teil einer Verteidigungslinie Burg Schiltach – Klingenburg – Burg Schilteck, zur Sicherung und Überwachung des Schiltachtales. Die Burg wurde um 1240 von den Herzögen von Teck als Beobachtungsturm errichtet und 1591 als „Alt Burgstadel, Clingenburg genannt“ erwähnt. Von der ehemaligen Burganlage ist außer einer Mauerecke, Stumpf eines Bergfriedes, mit Buckelquadern nichts erhalten.